# Lisa Spangler
Lisa Spangler (Vancouver, Washington; 17 de octubre de 1995) es una artista marcial mixta estadounidense que ha competido en la división de peso gallo.

## Carrera de artes marciales mixtas
Comenzó su carrera como amateur en 2015, luchando principalmente para la promoción King of the Cage (KOTC), con la que acumuló un récord de siete victorias consecutivas invicta (7-0), lo que le permitió llamar la atención de otras empresas como Invicta, con la que firmó su primer contrato. Debutó el 4 de mayo de 2018, en el evento de Invicta FC 29: Kaufman vs. Lehner, contra Sarah Kleczka, ganando la pelea por decisión unánime.
Posteriormente, debutó en CageSport MMA enfrentándose a Kelly Clayton el 2 de julio de 2018 en el show CageSport 52, donde ganó por decisión mayoritaria. Regresó a Invicta y se enfrentó a Shanna Young el 1 de septiembre de 2018 en Invicta FC 31: Jandiroba vs. Morandin, reemplazando a Raquel Pa'aluhi. Ganó el combate al término de los tres asaltos por decisión dividida.
En junio de 2019, se enfrentó a la germana Katharina Lehner en Invicta FC 35: Bennett vs. Rodríguez II, a la que ganó por decisión unánime. Tras dos años sin competir, con la pandemia de coronavirus mediante, Spangler regresó para combatir por el Campeonato vacante de peso gallo de Invicta FC, en un combate emitido el 27 de agosto de 2021, en Invicta FC 44: A New Era, en la que se enfrentó a Taneisha Tennant, contra la que perdió por decisión unánime.

## Récord en artes marciales mixtas
| Resultado | Récord | Oponente           | Método             | Evento                                  | Fecha                    | Ronda | Tiempo | Localización |
| --------- | ------ | ------------------ | ------------------ | --------------------------------------- | ------------------------ | ----- | ------ | ------------ |
| Derrota   | 6–2    | Taneisha Tennant   | Decisión (unánime) | Invicta FC 44: A New Era                | 27 de agosto de 2021     | 5     | 5:00   | Kansas City  |
| Victoria  | 6–1    | Raquel Canuto      | Decisión (split)   | Invicta FC 42: Cummins vs. Zappitella   | 17 de septiembre de 2020 | 3     | 5:00   | Kansas City  |
| Derrota   | 5–1    | Julija Stoliarenko | Decisión (split)   | Invicta FC Phoenix Series 3             | 6 de marzo de 2020       | 5     | 5:00   | Kansas City  |
| Victoria  | 5–0    | Kerri Kenneson     | Decisión (unánime) | Invicta FC 38: Murato vs. Ducote        | 1 de noviembre de 2019   | 3     | 5:00   | Kansas City  |
| Victoria  | 4–0    | Katharina Lehner   | Decisión (unánime) | Invicta FC 35: Bennett vs. Rodriguez II | 7 de junio de 2019       | 3     | 5:00   | Kansas City  |
| Victoria  | 3–0    | Shanna Young       | Decisión (split)   | Invicta FC 31: Jandiroba vs. Morandin   | 1 de septiembre de 2018  | 3     | 5:00   | Kansas City  |
| Victoria  | 2–0    | Kelly Clayton      | Decisión (mayoría) | CageSport 52                            | 21 de julio de 2018      | 3     | 5:00   | Tacoma       |
| Victoria  | 1–0    | Sarah Kleczka      | Decisión (unánime) | Invicta FC 29: Kaufman vs. Lehner       | 4 de mayo de 2018        | 3     | 5:00   | Kansas City  |